# Oldenlandia microcalyx
Oldenlandia microcalyx är en måreväxtart som beskrevs av Karl Moritz Schumann. Oldenlandia microcalyx ingår i släktet Oldenlandia och familjen måreväxter. Inga underarter finns listade i Catalogue of Life.